# Stadszicht 1
Stadszicht 1 is een woonwijk in het noordwesten van de Zeeuwse stad Tholen en telt 290 woningen. De wijk bevindt zich globaal tussen de Postweg, ten Ankerweg en de Windsingel.